# Westholz

Westholz 2

Westholz ist ein Gemeindeteil der Stadt Dorfen im oberbayerischen Landkreis Erding.

## Lage
Die Einöde Westholz liegt auf der Gemarkung Watzling 2,2 Kilometer südwestlich von Dorfen. Sie liegt 140 Meter nördlich der Autobahn A 94.

## Bevölkerungsentwicklung
Um 1950 gab es in Westholz 15 Einwohner. Im Mai 1987 lebten dort acht Einwohner in zwei Wohngebäuden.
| Jahr      | 1871 | 1925 | 1950 | 1970 | 1987 |
| Einwohner | 15   | 12   | 19   | 12   | 8    |